# 异叶线蕨
异叶线蕨（学名：Colysis diversifolia）为水龙骨科薄唇蕨属下的一个种。